# Províncies Unides de l'Amèrica Central
Les Províncies Unides de l'Amèrica Central foren un país independent des del juliol de 1823 fins al 1841. Es va constituir com una federació dels següents estats: Guatemala, Hondures, El Salvador, Nicaragua i Costa Rica. A la dècada del 1830 s'hi va afegir un nou estat, Los Altos, amb capital a Quetzaltenango, que ocupava parts del que avui dia són les terres altes de Guatemala i l'estat mexicà de Chiapas.
També va ser coneguda com els Estats Units de l'Amèrica Central i, segons la constitució de 1824, Federació de Centreamèrica.

## Història
Les províncies de l'Amèrica Central formaven part del virregnat de la Nova Espanya i aquesta sota el govern d'Espanya. Mèxic va proclamar-ne la independència el 1821 i es va conformar un sistema de govern monàrquic conegut com l'Imperi Mexicà. Les províncies de l'Amèrica Central van proclamar la seva independència d'Espanya el 15 de setembre de 1821 i es van unir a Mèxic. Però, amb la dissolució de l'Imperi Mexicà i la instauració del sistema republicà mexicà el 1823, les províncies centreamericanes es van separar de Mèxic i van formar una federació d'estats independent. Cal esmentar que l'estat de Chiapas, originalment considerat una província de l'Amèrica Central, va decidir, per referèndum, romandre com a territori mexicà, i que en 1821 Guatemala va signar un acord fronterer amb el Regne Unit que autoritzava la creació de l'Hondures Britànica.

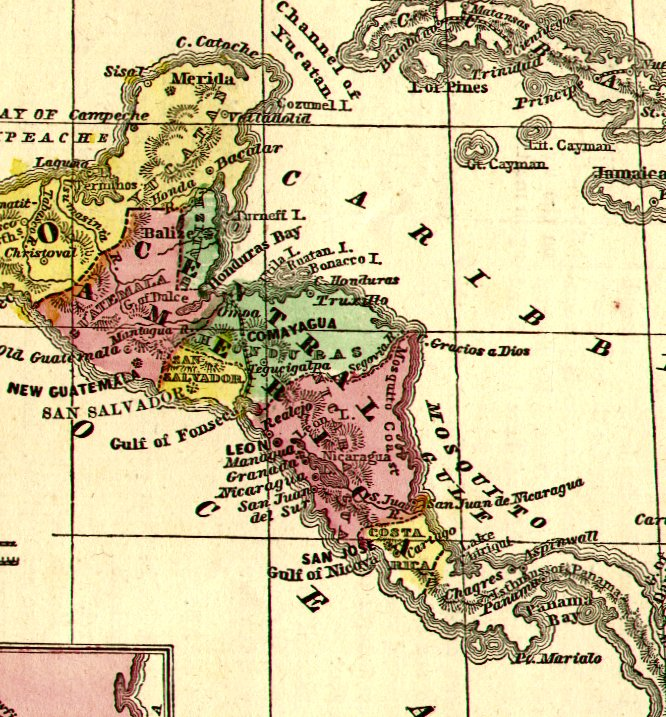
Mapa original de l'Amèrica Central vers 1860

Els liberals centreamericans tenien esperances en la constitució d'aquesta federació d'estats, la qual esperaven que evolucionaria cap a un estat modern i democràtic, enriquit principalment pel comerç internacional que es realitzava entre l'oceà Atlàntic i l'oceà Pacífic. No obstant això, la república va enfrontar problemes insuperables, amb la forta oposició dels conservadors, l'Església Catòlica i els grans latifundis.
Després d'una guerra civil, la federació es va dissoldre entre el 1838, quan es van independitzar Guatemala, Nicaragua i Hondures i el 1840. Durant el segle xix es va intentar unir de nou els estats de l'Amèrica Central en una sola federació, sense èxit.

## Presidents
- 1823 – 1825: José Cecilo del Valle
- 1825 – 1829: Manuel José Arce
- 1829 – 1830: José Francisco Barrundia (interí)
- 1830 – 1839: Francisco Morazán (va ser cap d'estat de la república fins a 1840)